# Enriquecimiento ilícito
El delito de enriquecimiento ilícito es un tipo de corrupción política que consiste en el incremento del patrimonio de un funcionario público con significativo exceso respecto  de  sus  ingresos legítimos durante el ejercicio de sus funciones y que no pueda ser razonablemente  justificado. Este delito esta contemplado en algunas legislaciones y se enmarca dentro de la política criminal de lucha contra la corrupción relacionada especialmente con el sector público, contemplada por la Convención de las Naciones Unidas contra la Corrupción, la Convención Interamericana contra la corrupción y la Convención de la Unión Africana para prevenir y combatir la Corrupción.  La figura del enriquecimiento ilícito de un funcionario público tiene su antecedente más antiguo en el juicio que se realizó contra Hernán Cortés por la apropiación indebida de oro y animales, cuando México era todavía la colonia española de Nueva España.
El delito de enriquecimiento ilícito se configura como un instrumento que puede ser eficaz para hacer frente a la corrupción política. Existen bastantes voces discordantes con este delito porque puede vulnerar derechos humanos al invertir la carga de la prueba del origen de los bienes que incrementan el patrimonio del empleado público debiendo este acreditar la procedencia lícita.

## El enriquecimiento ilícito como delito penal en el mundo
Algunas legislaciones establecen como delito penal la falta de justificación por un funcionario público del incremento patrimonial ocurrido mientras ejercía un cargo, poniendo en cabeza del funcionario la carga de probar la adquisición por medios lícitos de los bienes que integran dicho incremento. 
El delito de enriquecimiento ilícito se incorporó por primera vez en Argentina e India en 1964. A fecha de 2010 más de 40 países lo habían incorporado a sus ordenamientos jurídicos. En Europa, no ha tenido una favorable acogida y apenas se ha introducido esta figura. Existe en Ucrania, introducido en 2011 y en Moldavia desde 2013. En la Unión Europea, Lituania lo incorporó en 2010.  En Portugal se llegó a incluir una modificación en el Código Penal en este sentido que quedó frustrada por la declaración de inconstitucionalidad de su Tribunal Constitucional. En España algunos sectores han propuesto su introducción.
Varios países de América Latina sancionan penalmente este delito de enriquecimiento ilícito en aplicación de lo previsto en la Convención interamericana contra la corrupción. Entre ellos se encuentran Argentina,  Brasil (ei N.º 8.429,  de 2 de Junho de 1992), Colombia, Chile, Ecuador, El Salvador, Paraguay, Perú y Venezuela y se ha propuesto establecerlo en España.

### Argentina
El artículo 268 inc. 2° del Código Penal de Argentina) establece “que al ser debidamente requerido, no justificare la procedencia de un enriquecimiento patrimonial apreciable suyo o de persona interpuesta para disimularlo, ocurrido con posterioridad a la asunción de un cargo o empleo público y hasta dos años después de haber cesado en su desempeño. Se entenderá que hubo enriquecimiento no sólo cuando el patrimonio se hubiese incrementado con dinero, cosas o bienes, sino también cuando se hubiesen cancelado deudas o extinguido obligaciones que lo afectaban. La persona interpuesta para disimular el enriquecimiento será reprimida con la misma pena que el autor del hecho.”,

### Colombia
El Código penal de Colombia prevé el enriquecimiento ilícito de particulares y el de empleados públicos: 
El Artículo 34 hace determinar la prohibición de las penas de destierro, prisión perpetua y confiscación.
No obstante, por sentencia judicial, se declarará extinguido el dominio sobre los bienes adquiridos mediante enriquecimiento ilícito, en perjuicio del Tesoro Público o con grave deterioro de la moral social.
El artículo 327 en relación con el Enriquecimiento ilícito de particulares establece: “El que de manera directa o por interpuesta persona obtenga, para sí o para otro, incremento patrimonial no justificado, derivado en una u otra forma de actividades delictivas incurrirá, por esa sola conducta, en prisión de seis a diez años y multa correspondiente al doble del valor del incremento ilícito logrado, sin que supere el equivalente a cincuenta mil salarios mínimos legales mensuales vigentes.”. 
El artículo 412 define el enriquecimiento ilícito de funcionarios: “El servidor público que durante su vinculación con la administración, o quien haya desempeñado funciones públicas y en los dos años siguientes a su desvinculación, obtenga, para sí o para otro, incremento patrimonial injustificado, siempre que la conducta no constituya otro delito, incurrirá en prisión de seis a diez años, multa equivalente al doble del valor del enriquecimiento sin que supere el equivalente a 
cincuenta mil  salarios mínimos legales mensuales vigentes, e inhabilitación para el ejercicio de derechos y funciones públicas de seis a diez años.”

### Ecuador
El artículo 296 del Código Penal castiga el enriquecimiento ilícito: 
- (296.1): Constituye enriquecimiento ilícito el incremento injustificado del patrimonio de una persona, producido con ocasión o como consecuencia del desempeño de un cargo o función pública, generado por actos no permitidos por las leyes, y que, en consecuencia, no sea el resultado de ingresos legalmente percibidos.
- (296.2): El enriquecimiento ilícito se sancionará con la pena de uno a cinco años de prisión y la restitución del duplo del monto del enriquecimiento ilícito, siempre que no constituya otro delito.
- (296.3): Son  aplicables  los  dos  artículos  innumerados  anteriores  a  quienes  como  funcionarios  o  empleados, manejen fondos de los Bancos Central, del Sistema de Crédito de Fomento y Comerciales y del Instituto Ecuatoriano de Seguridad Social

### México
En México se establece en los artículos 108 y 109 reformados de la Constitución Política de los Estados Unidos Mexicanos, fracción II, que establece los once tipos de delitos cometidos por parte de cualquier servidor público. El artículo 224 especifica el enriquecimiento ilícito. La multa estipulada puede alcanzar hasta quinientas veces el salario mínimo vigente en el momento de la comisión del delito, así como penas de cárcel de hasta catorce años. Además. se prevé el decomiso de los bienes en los supuestos del delito por enriquecimiento ilícito.